# System Management Bus
System Management Bus (SMBus) este o magistrală serială simplă cu două linii de semnal, de ceas și de date. SMBus reprezintă o magistrală de control pentru operații de gestiune a sistemului și a energiei. De exemplu, laptopurile cu funcția Smart Power utilizează controlerul SMBus pentru a permite sistemului de operare să detecteze nivelul bateriei. Cel mai adesea poate fi găsit pe plăcile de bază pentru comunicarea cu sursa de alimentare cu instrucțiuni ON/OFF. Un dispozitiv poate utiliza magistrala SMBus pentru a furniza informații despre producător, numărul modelului dispozitivului,  raporta diferite tipuri de erori, primi parametri de control și pentru a returna starea dispozitivului. Toate plăcile de bază moderne au o magistrală SMBus la care sunt conectate majoritatea cipurilor de monitorizare din sistem.
SMBus a fost dezvoltat de Intel în 1995, principiile de funcționare sunt similare cu cele ale magistralei I²C. Specificațiile SMBus sunt actualizate de System Management Interface Forum (SMIF).

## Caracteristici
Deși primele versiuni ale magistralei SMBus au fost elaborate în primul rând pentru baterii inteligente, versiunile mai recente permit conectarea unei varietăți largi de dispozitive, cuprinzând senzori ai sistemului, circuite de memorie și dispozitive de comunicație. 
La magistrala SMBus se pot conecta două tipuri de dispozitive, master și slave. Fiecare dispozitiv conectat la magistrală este adresabil printr-o adresă unică. Similar cu magistrala I2C, SMBus este o magistrală multi-master, permițând conectarea la magistrală a mai multor dispozitive master. 
Dispozitivele SMBus pot fi alimentate de sursa de alimentare a magistralei sau de o altă sursă de alimentare (ca în cazul bateriilor inteligente). În funcție de versiunea SMBus, tensiunea nominală VDD a sursei de alimentare a magistralei, poate fi de 5 V, 3 V, sau 1,8 V. 
Cele două linii de semnal, linia de ceas SMBCLK și linia de date SMBDAT sunt bidirecționale, conectate la tensiunea de alimentare. Etajele de ieșire ale dispozitivelor conectate la magistrală sunt cu drenă deschisă sau colector deschis. Atunci când magistrala este liberă, ambele linii sunt în starea logică 1. Un dispozitiv poate plasa o linie a magistralei în starea logică 0 prin aducerea liniei la nivelul definit de tensiune joasă (maxim 0,4 V). Atunci când dispozitivul eliberează o linie a magistralei, aceasta este adusă în starea logică 1.
O facilitate opțională a magistralei SMBus este mecanismul de verificare a erorilor pachetelor (Packet Error Checking), care permite îmbunătățirea fiabilității și a robusteții comunicației. Această facilitate a fost introdusă în versiunea 1.1. Este implementată prin adăugarea unui cod de eroare al pachetului (Packet Error Code – PEC) la sfârșitul fiecărui mesaj. Codul PEC este calculat din octeții unui mesaj prin utilizarea unui cod ciclic redundant de 8 biți (CRC-8). Octetul PEC este adăugat la mesaj de către dispozitivul care a furnizat ultimul octet de date.
Dispozitivele SMBus sunt acceptate de sistemele de operare Windows începând cu Windows 2000, Linux și BSD (FreeBSD, OpenBSD, NetBSD, DragonFly BSD).

### Protocoale SMBus
Fiecare mesaj de tranzacție de pe SMBus are formatul unuia dintre protocoalele SMBus definite. Protocoalele SMBus sunt un subset de formate de transfer de date definite în specificațiile I2C. Dispozitivele I2C care pot fi accesate prin intermediul unuia dintre protocoalele SMBus sunt compatibile cu specificația SMBus. Dispozitivele I2C care nu aderă la aceste protocoale nu pot fi accesate în modurile standard definite în specificațiile SMBus și ACPI.

## Versiuni
- 1.0 (15 Feb. 1995) [2]
- 1.1 (11 Dec. 1998) [3]

Versiunile 1.0 și 1.1 au fost elaborate în special pentru baterii inteligente, au definit numai caracteristici electrice cu putere redusă. 
- 2.0 (3 Aug. 2000): a introdus o nouă clasă de caracteristici electrice cu putere mai ridicată, și a redus tensiunea nominală VDD de la 5 V la 3 V [4]
- 3.0 (20 Dec. 2014): Versiunea 3.0 a redus tensiunea de la 3 V la 1,8 V. Această versiune a adăugat și noi protocoale de date pentru citirea sau scrierea valorilor de 32 sau 64 biți și a introdus funcționarea la frecvențele mai ridicate ale semnalului de ceas de 400 KHz și 1 MHz. [5]
- 3.1 (19 Mar. 2018) [6]